# Dallas (Regno Unito)
Dallas (in gaelico scozzese: Dalais, che significa "valle dell'acqua") è un piccolo villaggio rurale nel Moray, in Scozia, a sud-ovest di Elgin.
Ha una popolazione compresa tra 150 e 200 abitanti. Anche se non è noto, molti insediamenti più grandi in tutto il mondo prendono il nome da questo, tra cui Dallas, Texas, Stati Uniti e Dallas, un sobborgo di Melbourne, Australia.
Dallas è conosciuto localmente come un buon spirito di comunità. Ogni luglio ospita un gala di villaggio ambizioso in cui le ragazze locali vengono selezionate per essere la regina di gala e i suoi attendenti. Il gala è un evento più grande di quanto ci si potrebbe aspettare per un villaggio così piccolo e attrae molti visitatori dalle aree circostanti.
C'è molta foresta in questa regione. I giardini del Dallas Lodge sono spesso aperti al pubblico. La Chiesa di San Michele nel villaggio risale al 1793, ma è costruita sul sito di una chiesa precedente, nota dai documenti, che esisteva già nel 1226.
William Anderson VC (novembre 1885 – 13 marzo 1915), destinatario della prima guerra mondiale della Victoria Cross, nacque a Dallas.